# منير ثابت
منير صالح ثابت (مواليد 29 أكتوبر 1936) مسؤول رياضي مصري، ولد في مدينة قنا إحدى مدن صعيد مصر.
منير ثابت هو ابن طبيب الأطفال المصري صالح ثابت، وشقيق سوزان زوجة الرئيس المصري حسني مبارك. كان عضوًا في منتخب مصر للرماية، وشغل منصب رئيس اللجنة الأولمبية المصرية منذ عام 1990 حتى 1993، ومرة أخرى عام 1996 حتى 2009، وكان عضوًا في اللجنة الدولية للأولمبياد منذ عام 1998.
توفي في 3 مارس 2024، عن عمر ناهز الثامنة والثمانين.

## روابط خارجية
- منير ثابت على موقع اللجنة الأولمبية الدولية (الإنجليزية)
- منير ثابت على موقع أوليمبيديا (الإنجليزية)